# نيوارك (نيويورك)
نيوارك (بالإنجليزية: Newark, New York)‏ هي بلدة تقع في الولايات المتحدة في مقاطعة وين، نيويورك. يقدر عدد سكانها بـ 9,145 نسمة ومساحتها 13.9 كم2 ووترتفع عن سطح البحر 135 متر.

## التركيبة السكانية
حدّد مكتب تعداد الولايات المتحدة بيانات التركيبة السكانية لنيوارك في تعداد الولايات المتحدة. في ما يلي، التركيبة السكانية حسب تعدادي 2000 و2010.

### تعداد عام 2000
بلغ عدد سكان نيوارك 9,682 نسمة بحسب تعداد عام 2000، وبلغ عدد الأسر 3,857 أسرة وعدد العائلات 2,433 عائلة مقيمة في القرية. في حين سجلت الكثافة السكانية 691.1 نسمة لكل كيلومتر مربع (1,789.9/ميل2). وبلغ عدد الوحدات السكنية 4,104 وحدة بمتوسط كثافة قدره 292.9 لكل كيلومتر مربع (758.6/ميل2).
وتوزع التركيب العرقي للقرية بنسبة 89.01% من البيض و4.98% من الأمريكيين الأفارقة و0.24% من الأمريكيين الأصليين و0.41% من الأمريكيين ذوي الأصول الآسيوية و0.05% من سكان جزر المحيط الهادئ و2.91% من الأعراق الأخرى و2.40% من عرقين مختلطين أو أكثر و7.37% من الهسبانيون أو اللاتينيون من أي عرق.
بلغ عدد الأسر 3,857 أسرة كانت نسبة 34.1% منها لديها أطفال تحت سن الثامنة عشر تعيش معهم، وبلغت نسبة الأزواج القاطنين مع بعضهم البعض 42.5% من أصل المجموع الكلي للأسر، ونسبة 15.5% من الأسر كان لديها معيلات من الإناث دون وجود شريك، بينما كانت نسبة 5.1% من الأسر لديها معيلون من الذكور دون وجود شريكة وكانت نسبة 36.9% من غير العائلات. تألفت نسبة 30.8% من أصل جميع الأسر من عدة أفراد يعيشون في نفس المنزل ونسبة 14.7% كانت تتألف من شخص يعيش بمفرده يبلغ من العمر 65 عاماً أو أكثر. وبلغ متوسط حجم الأسرة المعيشية 2.39، أما متوسط حجم العائلات فبلغ 2.94.
بلغ العمر الوسطي للسكان 38.4 عاماً. وكانت نسبة 25.4% من القاطنين تحت سن الثامنة عشر، وكانت نسبة 7.2% بين الثامنة عشر والرابعة والعشرين عاماً، ونسبة 26.4% كانت واقعةً في الفئة العمرية ما بين الخامسة والعشرين والرابعة والأربعين عاماً، ونسبة 21.3% كانت ما بين الخامسة والأربعين والرابعة والستين، ونسبة 15% كانت ضمن فئة الخامسة والستين عاماً فما فوق. يوجد لكل 100 أنثى 89.0 ذكر، ويوجد لكل 100 أنثى في الثامنة عشر من عمرها فما فوق 82.9 ذكر.
بلغ متوسط دخل الأسرة في القرية 32,542 دولارًا، أما متوسط دخل العائلة فبلغ 40,863 دولارًا. وكان متوسط دخل الذكور 31,641 دولارًا مقابل 23,588 دولارًا للإناث. وسجل دخل الفرد الخاص بالقرية 18,176 دولارًا. وكانت نسبة 12.5% من العائلات ونسبة 17.4% من السكان تحت خط الفقر، وكان من هؤلاء نسبة 29.2% تحت سن الثامنة عشر ونسبة 11.6% في الخامسة والستين من العمر وما فوق.

### تعداد عام 2010
بلغ عدد سكان نيوارك 9,145 نسمة بحسب تعداد عام 2010، وبلغ عدد الأسر 3,842 أسرة وعدد العائلات 2,256 عائلة مقيمة في القرية. في حين سجلت الكثافة السكانية 652.7 نسمة لكل كيلومتر مربع (1,690.5/ميل2). وبلغ عدد الوحدات السكنية 4,098 وحدة بمتوسط كثافة قدره 292.5 لكل كيلومتر مربع (757.6/ميل2).
وتوزع التركيب العرقي للقرية بنسبة 86.33% من البيض و6.09% من الأمريكيين الأفارقة و0.38% من الأمريكيين الأصليين و0.68% من الأمريكيين ذوي الأصول الآسيوية و0.01% من سكان جزر المحيط الهادئ و2.94% من الأعراق الأخرى و3.56% من عرقين مختلطين أو أكثر و8.73% من الهسبانيون أو اللاتينيون من أي عرق.
بلغ عدد الأسر 3,842 أسرة كانت نسبة 30.9% منها لديها أطفال تحت سن الثامنة عشر تعيش معهم، وبلغت نسبة الأزواج القاطنين مع بعضهم البعض 36.6% من أصل المجموع الكلي للأسر، ونسبة 16.9% من الأسر كان لديها معيلات من الإناث دون وجود شريك، بينما كانت نسبة 5.3% من الأسر لديها معيلون من الذكور دون وجود شريكة وكانت نسبة 41.3% من غير العائلات. تألفت نسبة 34.5% من أصل جميع الأسر من عدة أفراد يعيشون في نفس المنزل ونسبة 13.6% كانت تتألف من شخص يعيش بمفرده يبلغ من العمر 65 عاماً أو أكثر. وبلغ متوسط حجم الأسرة المعيشية 2.32، أما متوسط حجم العائلات فبلغ 2.95.
بلغ العمر الوسطي للسكان 39.3 عاماً. وكانت نسبة 24% من القاطنين تحت سن الثامنة عشر، وكانت نسبة 8.6% بين الثامنة عشر والرابعة والعشرين عاماً، ونسبة 24.5% كانت واقعةً في الفئة العمرية ما بين الخامسة والعشرين والرابعة والأربعين عاماً، ونسبة 27.7% كانت ما بين الخامسة والأربعين والرابعة والستين، ونسبة 15.1% كانت ضمن فئة الخامسة والستين عاماً فما فوق. وتوزع التركيب الجنسي للسكان بنسبة 47.5% ذكور و52.5% إناث.

## أعلام
- توم بورغس
- دتش شولتز
- باول جاي سوين
- روبرت س. بيكر
- لورا تافاريس